# Jaroslav Humberger
Jaroslav Humberger, vlastním příjmením Jaroslav Humburger (20. prosince 1902 Nové Dvory – jaro 1945 koncentrační tábor Dachau) byl český spisovatel a novinář, oběť holokaustu.

## Život
Narodil se v rodině obchodníka z Nových Dvorů Josefa Humburgera (*1874) a jeho manželky Hedviky, rozené Lengsfeldové (*1904). Poté, co vychodil obecnou školu v rodišti absolvoval v letech 1915–1918 měšťanskou školu v Kutné Hoře. Vyučil se elektrotechnikem a vystudoval v letech 1918–1920 dvouletou živnostenskou školu v Nových Dvorech.
Jako novinář pracoval ve 20. a 30. letech 20. století. Byl členem Moravského kola spisovatelů.
Pro svůj židovský původ byl po vzniku Protektorátu perzekvován, již v listopadu 1939 bylo vydání jeho knihy oznámeno s poznámkou „t. č. mimo redakce“. V srpnu 1942 byl odtransportován do Terezína, odsud v říjnu 1944 do Osvětimi, kde zahynul.

### Rodinný život a holokaust
Dne 5. listopadu 1938 se v Kutné Hoře oženil (civilní sňatek) s Hedvikou Polákovou (5. listopadu 1904 Most – 24. 12. 1944 koncentrační tábor Osvětim). Manželé Humburgerovi měli dceru Hedviku (*11. srpna 1939). Celá rodina byla vyvražděna v průběhu holokaustu. V Osvětimi zahynuli i rodiče Jaroslava Humbergera.

## Dílo
Jaroslav Humberger byl především znám jako autor životopisných děl. Literární věda jim vyčítá, že zachycují dobový kolorit, ale méně se zajímají o tvůrčí život popisovaných osobností. Lépe je z tohoto pohledu hodnocen román o Prokopu Divišovi. Podobně se již v roce 1939 vyjádřil F. X. Šalda o románu Mikuláš Dačický z Heslova: „...nedovedl Dačického dotvořit a dobásnit v zákonný typ, nenalezl v něm a nevynesl vnitřního dramatu.“ 

### Denní tisk
Přispíval zejména do Národního osvobození, Lidových novin a dalších deníků, psal humoresky do Humoristických listů.

### Knižní vydání
- Atheistovy povídky (Praha, Nakladatelství Volné myšlenky, 1930)
- Mikuláš Dačický z Heslova (Praha, Melantrich, 1934)
- Vyrvané blesky (Dějiny bleskosvodu; Praha II, Časopis radioposluchačů, 1935)
- Prokop Diviš (román, výtvarná spolupráce František Bílkovský; V Brně, Moravské kolo spisovatelů, 1937)
- Petr Brandl (román, výtvarná spolupráce František Bílkovský; V Brně, Moravské kolo spisovatelů, 1938)
- Petr Brandl (Praha, Obelisk, 1971)